# Touraco à huppe blanche
Tauraco leucolophus
Espèce
Statut de conservation UICN

 LC  : Préoccupation mineure
Statut CITES
Le Touraco à huppe blanche (Tauraco leucolophus) est une espèce d'oiseau de la famille des Musophagidae.

## Répartition
Son aire s'étend de l'est du Nigeria à l'ouest du Kenya.